# Gerichtsorganisation in Russland

Staatswappen der Russischen Föderation

Die Gerichtsorganisation in Russland zeichnet sich durch die Teilung in drei Gerichtsbarkeiten aus: die Verfassungsgerichtsbarkeit, zu der nur das Verfassungsgericht der Russischen Föderation zurzeit gehört (bis 1. Januar 2023 gab es darüber hinaus die Verfassungsgerichte der Föderationssubjekte), die Arbitragegerichtsbarkeit, die die Prüfung der gerichtlichen Sachen im Zusammenhang mit wirtschaftlichen Tätigkeiten beinhaltet, und die ordentliche Gerichtsbarkeit, die die Zuständigkeiten der zivilen und militärischen Gerichte umfasst. Dabei sind die Arbitragegerichte und die ordentlichen Gerichte seit 6. August 2014 von einem einzigen höchsten Gericht geleitet, das Oberstes Gericht der Russischen Föderation ist.

## Überblick
Die Gerichtsorganisation wird vom Kapitel 7 der Verfassung der Russischen Föderation und vom Föderalen Verfassungsgesetz vom 31. Dezember 1996 Nr. 1-FKS "Über gerichtliches System der Russischen Föderation" geregelt. Gemäß dem Artikel 4 des obengenannten Verfassungsgesetzes sind alle Gerichte föderal außer Friedensrichter und Friedensrichterinnen, die die Gerichte der Föderationssubjekte sind (die ehemaligen Verfassungsgerichte der Föderationssubjekte waren die Gerichte der Föderationssubjekte auch). Die Rechtsstellung der Richter und Richterinnen ist vom Bundesgesetz vom 26. Juni 1992 Nr. 3132-1 festgelegt.
Der Prozess in russischen Gerichten einschließlich Instanzbeziehungen wird von Prozessgesetzbücher geregelt, die zur Kategorie der föderalen Gesetze gehören.
| | Verfassungsgerichtsbarkeit                                                                                           | ordentliche Gerichtsbarkeit | ordentliche Gerichtsbarkeit | ordentliche Gerichtsbarkeit | ordentliche Gerichtsbarkeit | ordentliche Gerichtsbarkeit | Arbitragegerichtsbarkeit | Arbitragegerichtsbarkeit | Disziplinargerichtsbarkeit |
| Zuständigkeit der zivilen ordentlichen Gerichte                                                    | Zuständigkeit der zivilen ordentlichen Gerichte                                                                      | Zuständigkeit der zivilen ordentlichen Gerichte | Zuständigkeit der Militärgerichte | Zuständigkeit der Militärgerichte | | | Arbitragegerichtsbarkeit | Arbitragegerichtsbarkeit | Disziplinargerichtsbarkeit |
| -------------------------------------------------------------------------------------------------- | --- | --- | --- | --- | --- | --- | --- | --- | --- |
| Kategorien der gerichtlichen Sachen                                                                | Fälle wegen der Verfassungsmäßigkeit föderaler und regionaler Gesetze sowie der Verfassungen der Föderationssubjekte | zur Zuständigkeit anderer Gerichte nicht gehörende Straffälle, Fälle wegen der Ordnungswidrigkeiten, Verwaltungsfälle, Zivilfälle | zur Zuständigkeit anderer Gerichte nicht gehörende Straffälle, Fälle wegen der Ordnungswidrigkeiten, Verwaltungsfälle, Zivilfälle | zur Zuständigkeit anderer Gerichte nicht gehörende Straffälle, Fälle wegen der Ordnungswidrigkeiten, Verwaltungsfälle, Zivilfälle | gesetzlich festgelegte und in Bezug auf Militärangehörige stehende Straffälle, Fälle wegen der Ordnungswidrigkeiten, Fälle wegen der groben Disziplinarverstoße, Verwaltungsfälle, Zivilfälle                                                                                       | gesetzlich festgelegte und in Bezug auf Militärangehörige stehende Straffälle, Fälle wegen der Ordnungswidrigkeiten, Fälle wegen der groben Disziplinarverstoße, Verwaltungsfälle, Zivilfälle | gesetzlich festgelegte und in Bezug auf die wirtschaftliche Tätigkeit stehende Zivilfälle, Verwaltungsfälle, Fälle wegen der Ordnungswidrigkeiten sowie alle Insolvenzfälle | gesetzlich festgelegte und in Bezug auf die wirtschaftliche Tätigkeit stehende Zivilfälle, Verwaltungsfälle, Fälle wegen der Ordnungswidrigkeiten sowie alle Insolvenzfälle | Fälle wegen der Entscheidungen des Höchsten Qualifikationsgremiums der Richter und der Qualifikationsgremien der Richter der Föderationssubjekte bezüglich der Disziplinarverstöße und Eignungsprüfungen der Richter |
| föderale Gerichte                                                                                  | | | | | | | | | |
| oberste Gerichte (gerichtliche Aufsicht und/oder einzige Instanz)                                  | Verfassungsgericht der Russischen Föderation                                                                         | das Präsidium des Obersten Gerichts der Russischen Föderation | das Präsidium des Obersten Gerichts der Russischen Föderation | das Präsidium des Obersten Gerichts der Russischen Föderation | das Präsidium des Obersten Gerichts der Russischen Föderation | das Präsidium des Obersten Gerichts der Russischen Föderation | das Präsidium des Obersten Gerichts der Russischen Föderation | das Präsidium des Obersten Gerichts der Russischen Föderation | das Präsidium des Obersten Gerichts der Russischen Föderation |
| Gerichte der IV Instanz (zweite Revision)                                                          | — | die Gerichtliche Kammer für Straffälle des Obersten Gerichts der Russischen Föderation die Gerichtliche Kammer für Verwaltungsfälle des Obersten Gerichts der Russischen Föderation die Gerichtliche Kammer für Zivilfälle des Obersten Gerichts der Russischen Föderation | die Gerichtliche Kammer für Straffälle des Obersten Gerichts der Russischen Föderation die Gerichtliche Kammer für Verwaltungsfälle des Obersten Gerichts der Russischen Föderation die Gerichtliche Kammer für Zivilfälle des Obersten Gerichts der Russischen Föderation | die Gerichtliche Kammer für Straffälle des Obersten Gerichts der Russischen Föderation die Gerichtliche Kammer für Verwaltungsfälle des Obersten Gerichts der Russischen Föderation die Gerichtliche Kammer für Zivilfälle des Obersten Gerichts der Russischen Föderation | die Gerichtliche Kammer der Angelegenheiten der Militärangehörige des Obersten Gerichts der Russischen Föderation | die Gerichtliche Kammer der Angelegenheiten der Militärangehörige des Obersten Gerichts der Russischen Föderation                                                                             | die Gerichtliche Kammer der Wirtschaftsstreitigkeiten des Obersten Gerichts der Russischen Föderation                                                                       | die Gerichtliche Kammer der Wirtschaftsstreitigkeiten des Obersten Gerichts der Russischen Föderation                                                                       | — |
| Gerichte der III Instanz (erste Revision)                                                          | — | ordentliche Kassationsgerichte | ordentliche Kassationsgerichte | ordentliche Kassationsgerichte | Kassationsmilitärgerichte | Kassationsmilitärgerichte | Arbitragegerichte der Arbitragekreise | Gericht für geistige Rechte | — |
| Gerichte der II Instanz (Berufung)                                                                 | — | gerichtliche Kammern für Straffälle der regionalen Gerichte (Obergerichte der Republiken, Kreisgerichte, Gebietsgerichte, Stadtgerichte der föderalen Städte, Gerichte der autonomen Kreise, Gerichte der autonomen Gebiete) gerichtliche Kammern für Verwaltungsfälle der regionalen Gerichte (Obergerichte der Republiken, Kreisgerichte, Gebietsgerichte, Stadtgerichte der föderalen Städte, Gerichte der autonomen Kreise, Gerichte der autonomen Gebiete) gerichtliche Kammern für Zivilfälle der regionalen Gerichte (Obergerichte der Republiken, Kreisgerichte, Gebietsgerichte, Stadtgerichte der föderalen Städte, Gerichte der autonomen Kreise, Gerichte der autonomen Gebiete) | ordentliche Appellationsgerichte | die Appellationskammer des Obersten Gerichts der Russischen Föderation | gerichtliche Kammern für Straffälle der Militärgerichte der Militärbezirke/Militärflotten gerichtliche Kammern für Verwaltungsfälle der Militärgerichte der Militärbezirke/Militärflotten gerichtliche Kammern für Zivilfälle der Militärgerichte der Militärbezirke/Militärflotten | Appellationsmilitärgerichte | Arbitragesappellationsgerichte | Arbitragesappellationsgerichte | die Appellationskammer des Obersten Gerichts der Russischen Föderation |
| Gerichte der I Instanz                                                                             | — | Bezirksgerichte/Stadtgerichte (nicht zu verwechseln mit den Stadtgerichten der föderalen Städte) | Bezirksgerichte/Stadtgerichte (nicht zu verwechseln mit den Stadtgerichten der föderalen Städte) | Bezirksgerichte/Stadtgerichte (nicht zu verwechseln mit den Stadtgerichten der föderalen Städte) | garnisonische Militärgerichte | garnisonische Militärgerichte | Arbitragegerichte der Föderationssubjekte | Arbitragegerichte der Föderationssubjekte | die Disziplinarkammer des Obersten Gerichts der Russischen Föderation |
| Gerichte der Föderationssubjekte                                                                   | | | | | | | | | |
| | — | Friedensrichter und Friedensrichterinnen | Friedensrichter und Friedensrichterinnen | Friedensrichter und Friedensrichterinnen | — | — | — | — | — |
| Anmerkungen 1. 2. 3. 4. 5. 6. 7. 8. 9. 10. 11. 12. 13. 14. 15. 16. 17. 18. 19. 20. 21. 22. 23. 24. | | | | | | | | | |

## Verfassungsgericht der Russischen Föderation
Das Verfassungsgericht der Russischen Föderation ist das Verfassungskontrollorgan. Es wurde 1991 gegründet und befindet sich seit 2008 in Sankt Petersburg.

## Oberstes Gericht der Russischen Föderation und untergeordnete Gerichte

### Oberstes Gericht der Russischen Föderation
Oberstes Gericht der Russischen Föderation ist das Höchstgericht hinsichtlich ganzer Justiz außer dem Gebiet der Verfassungsgerichtsbarkeit. Es befindet sich in Moskau.

### Ordentliche Gerichte

#### Zivile Gerichte

##### Ordentliche Kassationsgerichte
Es gibt die folgenden ordentlichen Kassationsgerichte:
- Erstes ordentliches Kassationsgericht, das sich in Saratow befindet;
- Zweites ordentliches Kassationsgericht, das sich in Moskau befindet;
- Drittes ordentliches Kassationsgericht, das sich in Sankt Petersburg befindet;
- Viertes ordentliches Kassationsgericht, das sich in Krasnodar befindet;
- Fünftes ordentliches Kassationsgericht, das sich in Pjatigorsk befindet;
- Sechstes ordentliches Kassationsgericht, das sich in Samara befindet;
- Siebtes ordentliches Kassationsgericht, das sich in Tscheljabinsk befindet;
- Achtes ordentliches Kassationsgericht, das sich in Kemerowo befindet;
- Neuntes ordentliches Kassationsgericht, das sich in Wladiwostok befindet.

##### Ordentliche Appellationsgerichte
Es gibt die folgenden ordentlichen Appellationsgerichte:
- Erstes ordentliches Appellationsgericht, das sich in Moskau befindet;
- Zweites ordentliches Appellationsgericht, das sich in Sankt Petersburg befindet;
- Drittes ordentliches Appellationsgericht, das sich in Sotschi befindet;
- Viertes ordentliches Appellationsgericht, das sich in Nischni Nowgorod befindet;
- Fünftes ordentliches Appellationsgericht, das sich in Nowosibirsk befindet.

##### Regionale Ordentliche Gerichte
In jeder Republik (russisch республика) funktioniert ein Obergericht der Republik. In jedem Kreis (russisch край) funktioniert ein Kreisgericht. In jedem Gebiet (russisch область) funktioniert ein Gebietsgericht. In jeder von föderalen Städten (Moskau, Sankt Petersburg und annektierte Sewastopol) funktioniert ein Stadtgericht der föderalen Stadt. In jedem autonomen Kreis funktioniert ein Kreisgericht des autonomen Kreises. In einzelnem autonomen Gebiet (Jüdische Autonome Oblast) funktioniert ein Gericht des autonomen Gebiets.
Das Moskauer Stadtgericht ist neben der Prüfung der gleichen Fälle, die von anderen regionalen Gerichten geprüft werden, seit 1. August 2013 zuständig für die Prüfung der Anträge für vorläufige einstweilige Maßnahmen bezüglich der Urheberrechte und verwandten Schutzrechte im Internet (Wird der solchen Antrag stattgegeben, muss die Klage innerhalb 15 Tage nach dem Datum der einschlägigen Entscheidung des Moskauer Stadtgerichts erhoben werden), und seit 1. September 2016 zuständig für die Prüfung der Widersprüche der Personen, die nicht wohnhaft in Russland sind, keinen Standort in Russland haben und kein Vermögen in Russland besitzen, gegen die Anerkennungen auf dem Territorium Russlands der Urteile der ausländischen Gerichten, die keine Zwangsvollstreckung vorsehen.
Die Gesamtzahl der regionalen ordentlichen Gerichte (einschließlich der auf den annektierten Geländen der Ukraine gegründeten Gerichte) beträgt im Moment 89.

##### Bezirksgerichte und Stadtgerichte
Bezirksgerichte funktionieren in ländlichen Bezirken und in städtischen Bezirken großer Städte. In den ziemlich großen Städten, die jedoch keine innerliche Teilung in Bezirke haben, funktionieren Stadtgerichte.
Die Gesamtzahl der Bezirksgerichte und Stadtgerichte (einschließlich der auf den annektierten Geländen der Ukraine gegründeten Gerichte) beträgt im Moment 2174.

##### Friedensrichter und Friedensrichterinnen
Friedensrichter und Friedensrichterinnen richten innerhalb ihrer Sprengel, deren Gesamtzahl vom Föderalen Gesetz vom 29. Dezember 1999 Nr. 218-FS festgelegt wird und im Moment 7745 beträgt.

#### Militärische Gerichte

##### Kassationsmilitärgerichte
Zurzeit gibt es nur ein Kassationsmilitärgericht, das sich in Nowosibirsk befindet.

##### Appellationsmilitärgerichte
Zurzeit gibt es nur ein Appellationsmilitärgericht, das sich in Wlassicha befindet.

##### Militärgerichte der Militärbezirke und Militärflotten
Es gibt die folgenden Militärgerichte der Militärbezirke/Militärflotten:
- Erstes Militärgericht des Westlicher Militärbezirks, das sich in Sankt Petersburg befindet;
- Zweites Militärgericht des Westlicher Militärbezirks, das sich in Moskau befindet;
- Erstes Militärgericht des Östlicher Militärbezirks, das sich in Chabarowsk befindet;
- Zweites Militärgericht des Östlicher Militärbezirks, das sich in Tschita befindet;
- Militärgericht des Zentraler Militärbezirks, das sich in Jekaterinburg befindet;
- Militärgericht des Südlicher Militärbezirks, das sich in Rostow am Don befindet;
- Militärgericht des Nördlicher Militärbezirks, das sich in Seweromorsk befindet;
- Militärgericht der Baltischen Flotte, das sich in Kaliningrad befindet;
- Militärgericht der Pazifikflotte, das sich in Wladiwostok befindet.

##### Garnisonische Militärgerichte
Gemäß dem Artikel 1 der Dienstvorschrift des Garnison- und Wachdienstes der Streitkräfte der Russischen Föderation, die mit dem Erlass des Präsidents der Russischen Föderation vom 10. November 2007 Nr. 1495 angenommen wurde, werden zwei Ebenen der Garnisonen definiert – territorial und lokal. Die garnisonischen Militärgerichte werden nur auf der territorialen Ebene gegründet, und ihre territorialen Zuständigkeiten werden vom Föderalen Gesetz vom 29. Dezember 2020 Nr. 466-FS "Über territoriale Zuständigkeit der garnisonischen Militärgerichte" festgelegt.
Die Mehrheit der garnisonischen Militärgerichte sind nach den Namen der Örter benannt, wo diese Gerichte sich befinden. Manche garnisonischen Militärgerichte, die sich in Russland befinden, verfügen über nummerierte Namen: 35. garnisonisches Militärgericht (Petropawlowsk-Kamtschatski), 224. garnisonisches Militärgericht (Sankt Petersburg) und 235. garnisonisches Militärgericht (Moskau); Dabei gibt es in Sankt Petersburg und Moskau auch Sankt Petersburger garnisonisches Militärgericht und Moskauer garnisonisches Militärgericht beziehentlich.
Außerdem gibt es garnisonische Militärgerichte, die in Übereinstimmung mit den abgeschlossenen völkerrechtlichen Verträgen im Ausland funktionieren:
- 5. garnisonisches Militärgericht (Jerewan), gegen dessen Urteile Berufungen ins Militärgericht des Südlicher Militärbezirks eingelegt werden können;
- 26. garnisonisches Militärgericht (Baikonur), gegen dessen Urteile Berufungen ins Zweite Militärgericht des Westlicher Militärbezirks eingelegt werden können;
- 40. garnisonisches Militärgericht (Priosersk), gegen dessen Urteile Berufungen ins Zweite Militärgericht des Westlicher Militärbezirks eingelegt werden können;
- 80. garnisonisches Militärgericht (Tiraspol), gegen dessen Urteile Berufungen ins Zweite Militärgericht des Westlicher Militärbezirks eingelegt werden können;
- 109. garnisonisches Militärgericht (Duschanbe), gegen dessen Urteile Berufungen ins Militärgericht des Zentraler Militärbezirks eingelegt werden können.

Die Gesamtzahl der garnisonischen Militärgerichte (einschließlich der auf den annektierten Geländen der Ukraine gegründeten Gerichte) beträgt im Moment 109.

### Arbitragegerichte

#### Arbitragegerichte der Arbitragekreise und Gericht für geistige Rechte
Es gibt die folgenden Arbitragegerichte der Arbitragekreise:
- Arbitragegerichte des Wolgo-Wjatka Arbitragekreis, das sich in Nischni Nowgorod befindet;
- Arbitragegerichte des Ostsibirien Arbitragekreis, das sich in Irkutsk befindet;
- Arbitragegerichte des Ferner Osten Arbitragekreis, das sich in Chabarowsk befindet;
- Arbitragegerichte des Westsibirien Arbitragekreis, das sich in Tjumen befindet;
- Arbitragegerichte des Moskauer Arbitragekreis, das sich in Moskau befindet;
- Arbitragegerichte des Powolschje Arbitragekreis, das sich in Kasan befindet;
- Arbitragegerichte des Nordwesten Arbitragekreis, das sich in Sankt Petersburg befindet;
- Arbitragegerichte des Nordkaukasus Arbitragekreis, das sich in Krasnodar befindet;
- Arbitragegerichte des Ural Arbitragekreis, das sich in Jekaterinburg befindet;
- Arbitragegerichte des Zentrum Arbitragekreis, das sich in Kaluga befindet.

Das Gericht für geistige Rechte funktioniert seit 3. Juli 2013. Es befindet sich in Moskau.

#### Arbitragesappellationsgerichte
Es gibt die folgenden Arbitragesappellationsgerichte:
- Erstes Arbitragesappellationsgericht, das sich in Wladimir befindet;
- Zweites Arbitragesappellationsgericht, das sich in Kirow befindet;
- Drittes Arbitragesappellationsgericht, das sich in Krasnojarsk befindet;
- Viertes Arbitragesappellationsgericht, das sich in Tschita befindet;
- Fünftes Arbitragesappellationsgericht, das sich in Wladiwostok befindet;
- Sechstes Arbitragesappellationsgericht, das sich in Chabarowsk befindet;
- Siebtes Arbitragesappellationsgericht, das sich in Tomsk befindet;
- Achtes Arbitragesappellationsgericht, das sich in Omsk befindet;
- Neuntes Arbitragesappellationsgericht, das sich in Moskau befindet;
- Zehntes Arbitragesappellationsgericht, das sich in Moskau befindet;
- Elftes Arbitragesappellationsgericht, das sich in Samara befindet;
- Zwölftes Arbitragesappellationsgericht, das sich in Saratow befindet;
- Dreizehntes Arbitragesappellationsgericht, das sich in Sankt Petersburg befindet;
- Vierzehntes Arbitragesappellationsgericht, das sich in Wologda befindet;
- Fünfzehntes Arbitragesappellationsgericht, das sich in Rostow am Don befindet;
- Sechzehntes Arbitragesappellationsgericht, das sich in Jessentuki befindet;
- Siebzehntes Arbitragesappellationsgericht, das sich in Perm befindet;
- Achtzehntes Arbitragesappellationsgericht, das sich in Tscheljabinsk befindet;
- Neunzehntes Arbitragesappellationsgericht, das sich in Woronesch befindet;
- Zwanzigstes Arbitragesappellationsgericht, das sich in Tula befindet;
- Einundzwanzigster Arbitragesappellationsgericht, das sich in annektierter Sewastopol befindet.

#### Arbitragegerichte der Föderationssubjekte
In jedem Föderationssubjekt funktioniert ein Arbitragegericht. Zu den Ausnahmen von dieser Regel gehören das Arbitragegericht der Stadt Sankt Petersburg und der Oblast Leningrad, das für diese beide Föderationssubjekte zuständig ist, und der Autonome Kreis der Nenzen, der kein eigenes Arbitragegericht hat und für dessen Territorium das Arbitragegericht der Oblast Archangelsk zuständig ist (dabei hat das Arbitragegericht der Oblast Archangelsk ein ständiges richterliches Beisein in Narjan-Mar, die Hauptstadt des Autonomen Kreises der Nenzen).
Die Gerichte sind immer nach den Namen der Föderationssubjekte benannt, wo sie sich befinden.
Das Arbitragegericht der Stadt Moskau ist neben der Prüfung der gleichen Fälle, die von anderen Arbitragegerichten der Föderationssubjekte geprüft werden, seit 1. September 2016 zuständig für die Prüfung der Widersprüche der Personen, die nicht wohnhaft in Russland sind, keinen Standort in Russland haben und kein Vermögen in Russland besitzen, gegen die Anerkennungen auf dem Territorium Russlands der Urteile der ausländischen Gerichten, die keine Zwangsvollstreckung vorsehen.
Die Gesamtzahl der Arbitragegerichte der Föderationssubjekte (einschließlich der auf den annektierten Geländen der Ukraine gegründeten Gerichte) beträgt im Moment 87.

## Beziehungen zwischen russischen Gerichten und Europäischem Gerichtshof für Menschenrechte
Russland unterschrieb am 28. Februar 1998 die Konvention zum Schutze der Menschenrechte und Grundfreiheiten und ratifizierte sie am 5. Mai 1998 mit dem Föderalen Gesetz vom 30. März 1998 Nr. 54-FS unter einem Vorbehalt bezüglich des militärischen Arrestes als Disziplinarstrafe für Militärangehörige und mit der Erklärung, dass Russland die Zuständigkeit des Europäischen Gerichtshofs für Menschenrechte ipso facto und ohne besondere Vereinbarung erkannte. Am 5. 1998 trat die Konvention für Russland in Kraft.
Am 15. März 2022 teilte Russland seine Absicht mit, von der Konvention zurückzutreten. Gemäß der Ziffer 2 der Entschließung des Europäischen Gerichtshofs für Menschenrechte vom 22. März 2022 behielt das Gericht seine Zuständigkeit in Bezug auf Anträge gegen Russland, in denen es um Verstöße gegen die Konvention geht, die bis zum 16. September 2022 erfolgten. Jedoch erließ Russland später das Föderale Gesetz vom 28. Februar 2023 Nr. 43-FS, in dem das Datum vom 16. März 2022 als Datum der Beendigung der Konvention gezählt wurde, und hörte mit den Ausführungen der nach diesem Datum getroffenen Urteile des Europäischen Gerichtshofs für Menschenrechte auf. Die in Urteilen des Europäischen Gerichtshofs für Menschenrechte festgestellten Verstöße der Konvention bei der Prüfungen der bestimmten von russischen Gerichten durchgeführten Fälle wurden aus der in den Prozessgesetzbücher beinhalteten Listen der Gründe für Überprüfung dieser Fälle gestrichen (Föderale Gesetze vom 11. Juni 2022 Nr. 180-FS und Nr. 183-FS).